# 샤미트 카치루
샤미트 카치루(영어: Shamit Kachru, 카슈미르어: शमित काचरू, شمت کاچرو, 1970년 7월 13일 –)은 미국의 물리학자다. 끈 이론의 다양한 방면에 업적을 남겼다. 현재 스탠퍼드 대학교 물리학과 교수이다. 그 부인은 또다른 유명한 물리학자인 이바 실버스틴(영어: Eva Silverstein)이며, 실버스틴 또한 스탠퍼드 물리학과 소속이다.

## 생애
1970년에 일리노이주에서 카슈미르계 이민 2세 미국인으로 태어났다. 아버지 브라지 카치루(카슈미르어: ब्रज काचरू,  برج کاچرو, 영어: Braj Kachru)와 어머니 야무나 카치루(Yamuna Kachru, यमुना काचरू, یمونا کاچرو) 둘 다 일리노이 대학교 어배너-섐페인의 언어학과 교수였다. 카치루는 일리노이 대학교 부속고등학교(영어: University Laboratory High School)를 다녔고, 학사 학위를 하버드 대학교에서, 박사 학위를 프린스턴 대학교에서 취득하였다. 지도 교수는 유명한 물리학자인 에드워드 위튼이었다. 럿거스 대학교에서 박사후 과정을 밟은 뒤 스탠퍼드 대학교에 정교수로 취임하였다.
2003년에는 끈 이론에서 모든 모듈러스가 안정화된 더 시터르 진공을 레나타 칼로시(Renata Kallosh), 안드레이 린데, 산디프 트리베디(Sandip Trivedi)와 같이 발견하였다. 이는 끈 이론을 통한 물리우주론 모형에 큰 영향을 미쳤다.